# Des Helmore

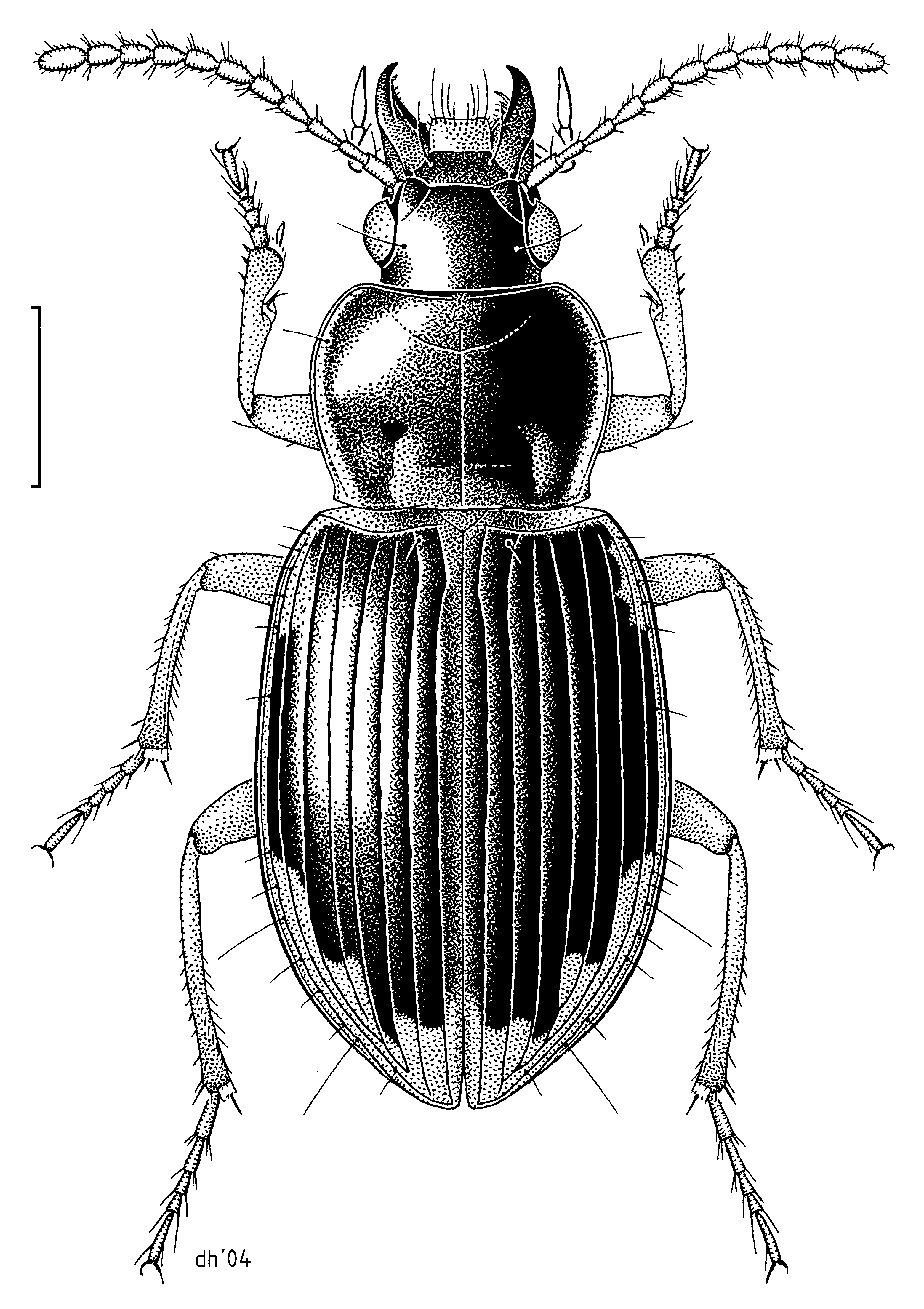
Dessin de Lecanomerus sharpi réalisé par Helmore en 2004 pour la New Zealand Arthropod Collection.

Desmond W. Helmore (né en 1940) et un artiste et illustrateur néozélandais. Il est surtout connu pour ses illustrations scientifiques d'insectes, dont plusieurs se retrouvent dans la New Zealand Arthropod Collection (en).

## Biographie

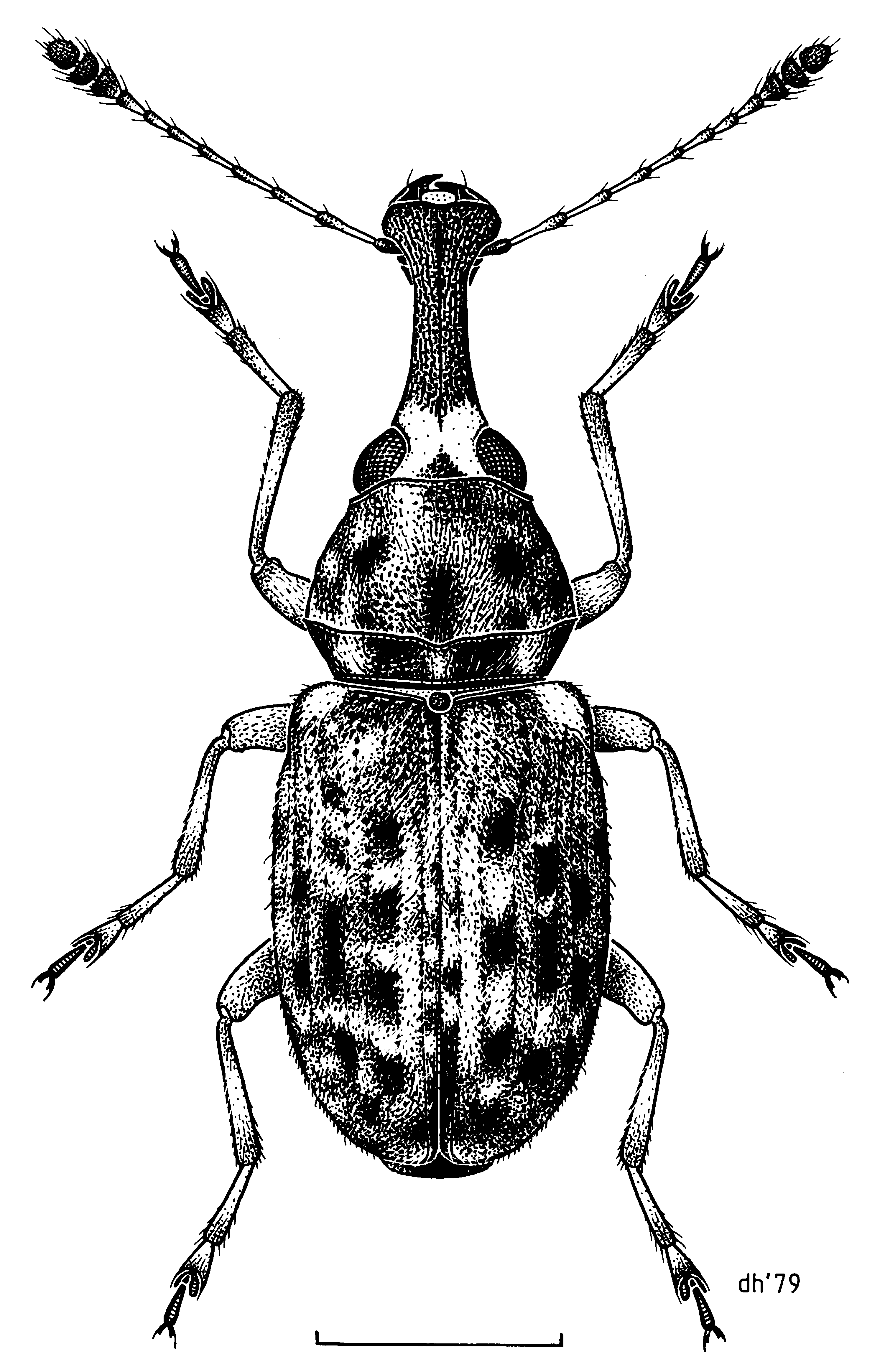
Dessin réalisé en 1979 de Helmoreus sharpi par Helmore, nommé en l'honneur de ce dernier.

Helmore naît à Takapau, Hawke's Bay, et grandit sur une ferme jusqu'à l'âge de 12 ans. Ayant un intérêt pour le dessin dès l'enfance, il fréquente le Christ's College de Christchurch, puis la Ilam School of Fine Arts (en) de l'université de Canterbury de 1959 à 1962. Il y suivra les enseignements de personnalités telles Rudi Gopas (en), Russell Clark et Bill Sutton (en),. Il fait ses études en même temps que des artistes tels Dick Frizzell (en), Tony Fomison (en) et John Panting (en).